# BRAIN DRIVE
BRAIN DRIVE（ブレインドライヴ、1988年 - ）は、日本のロック・ユニット。
現在は水田逸人（みずた はやと1970年11月29日 - 水田隼渡（読み同じ）名義も一時使用）のソロ・ユニット。1992年メジャー・デビュー、1994年解散、1998年再始動。

## バイオグラフィー
メジャー・デビュー当初は水田逸人と表野雅信（ひょうの まさのぶ）によるユニット。1991年10月、Invitationからリリースされたコンピレーション・アルバム『DANCE 2 NOISE 001』に参加。1992年4月、インディーズレーベル Aja records から『BRAIN WASHING』をリリース。1992年10月、ビクター音楽産業内のXEO Invitationからメジャー・デビュー・アルバム『完全驚異』をリリース。2人での活動時は、XEO所属のSOFT BALLETに続く、ポストSOFT BALLETの一角としてM-AGEなどと共に期待された存在であったが、SOFT BALLETより早く1994年に解散という形で活動停止。1995年に 水田逸人はソロ・アルバム発表。また同時期に士貴智志原作の漫画『RIOT』のイメージアルバムへの曲提供をしている。士貴智志は1998年12月の復活ライブに駆け付ける間柄であり、士貴の作品『神風』のイメージアルバムにも、1999年10月1日のブログ上で「ミスターデジロックの彼が担当するでしょう」とBRAIN DRIVEないしは水田への起用が決定している事を明らかにしていたが、結局は実現しなかった。1998年12月、水田のソロユニット「brAin driVe」として、メルダックからマキシシングル『X・T・C・D (読み：エクスタシーディー)』をリリース、活動再開。2010年7月、DJ HYATTとして、BRAIN TRIBE RECORDSより、MIX CD2枚をリリース。

## 元メンバー
- プログラミング、パーカッション：表野雅信

## ディスコグラフィー

### メジャー
シングル
1. realize（XEO Invitation）[2]
2. The Teenage Landscape（XEO Invitation）[3]
3. 超人の王国（XEO Invitation）[4]
4. X・T・C・D（メルダック）[1]
5. DIAMOND・LUST（キングレコード）[5]
6. DIGITAL CRAZY KONG （エクスタシーレコード）[6]

アルバム
1. 完全驚異（XEO Invitation）[7]
2. beauty blood monsters（XEO Invitation）[8]
3. BRAIN WASHING（XEO Invitation）（ミニ・アルバム）[9]
4. higher（XEO Invitation）[10]
5. GOD ANGLE（キングレコード）[11]

ビデオ
- エレクトリック・レヴォリューション（XEO Invitation）

コンピレーション・外部参加作品
- DANCE 2 NOISE 001（Invitation）
- DANCE 2 NOISE 003（Invitation）
- DANCE 2 NOISE 004（XEO Invitation）
- DANCE 2 NOISE 005（XEO Invitation）
- REAL TECHNO INTELLIGENCE
- RIOT IMAGE ALBUM

### インディーズ
ミニ・アルバム
1. BRAIN WASHING （Aja records）
2. BRΛIN DRIVE 4 LIFE （BRAIN DRIVE RECORDS）
3. RIGHT（インフィニットレコード , BRAIN DRIVE RECORDS INTERNATIONAL）[12]
4. LEFT（インフィニットレコード , BRAIN DRIVE RECORDS INTERNATIONAL）[13]
5. MACH-1（Deadstocksandwich, BRAIN DRIVE RECORDS）[14]
6. MACH-2（Deadstocksandwich, BRAIN DRIVE RECORDS）[15]
7. MACH-3（Deadstocksandwich, BRAIN DRIVE RECORDS）[16]
8. MACH-4（Deadstocksandwich, BRAIN DRIVE RECORDS）[17]
9. MACH-5（Deadstocksandwich, BRAIN DRIVE RECORDS）[18]
10. MACH-6（Deadstocksandwich, BRAIN DRIVE RECORDS）[19]
11. MACH-7（Deadstocksandwich, BRAIN DRIVE RECORDS）[20]
12. MACH-8（Deadstocksandwich, BRAIN DRIVE RECORDS）[21]
13. MACH-9（Deadstocksandwich, BRAIN DRIVE RECORDS）[22]
14. MACH-10（Deadstocksandwich, BRAIN DRIVE RECORDS）[23]
15. NONSTOP DJ MIX N°1（BRAIN DRIVE RECORDS）
16. NONSTOP DJ MIX N°2 （BRAIN DRIVE RECORDS）
17. MACH-11
18. MACH-12
19. MACH-13
20. MACH-14
21. MACH-15
22. MACH-20